# هنري هوارد (إيرل سري)
هنري توماس هوارد (إيرل سري) (بالإنجليزية: Henry Howard, Earl of Surrey)‏ أرستقراطي إنجليزي، وُلد في هارتفوردشير عام 1517. كان واحدًا من مؤسسي النهضة الشعرية في إنجلترا، حيث دخلت السونيته الشعر الإنجليزي في عصر النهضة بفضله وبفضل توماس ويات، واللذين اعتمدا أسلوب بترارك وعالجا الموضوعات باستخدام التقنية ذاتها. قام هوارد بتقسيم السونيته الإنجليزية إلى ثلاث رباعيات ذات قافية مستقلة لكل منها، وبيتين أخيرين قدمان خلاصة ما سبق، بقافية واحدة مستقلة وبالوزن الخماسي اليامبي. اعتقل مع والده بتهمة الخيانة، وكان مسجونًا في أحد الأبراج. وقُدمت بحقه عدة شكاوي. تم توجيه تهمة الخيانة العظمى له في يناير عام 1547، على الرغم من عدم وجود أي دليل حقيقي، فقد تمت إدانته، وتم إعدامه في 19 يناير عام 1547 في برج هيل، بالقرب من برج لندن.

## روابط خارجية
- هنري هوارد، إيرل سري على موقع الموسوعة البريطانية (الإنجليزية)
- هنري هوارد، إيرل سري على موقع ميوزك برينز (الإنجليزية)
- هنري هوارد، إيرل سري على موقع ديسكوغز (الإنجليزية)